# Vavřinec Svátek
Vavřinec Svátek (též Svatek; 8. srpna 1828 Stožice – 21. srpna 1910 Dolní Černošice) byl český advokát a politik, v 2. polovině 19. století poslanec Českého zemského sněmu a Říšské rady.

## Biografie
Narodil se v rodině rolníka Vojtěcha Svátka a jeho manželky Kateřiny, rozené Šrámkové, původem z Koječína.
Profesí byl advokát a politik. Vystudoval práva a po dokončení školy nastoupil jako koncipient u JUDr. Friče v Praze. Brzy se začal i veřejně angažovat. Když se koncem 50. let začal rozkládat neoabsolutistický režim, podal si Svátek na přelomu let 1859 a 1860 žádost o povolení k vydávání českého politického deníku. Jeho žádost byla tehdy ještě policií zamítnuta.
Přispíval do novin. Po obnovení ústavního života v Rakouském císařství počátkem 60. let 19. století se zapojil do politiky. Patřil mezi osobní přátele Františka Ladislava Riegera a náležel mezi přední politiky Národní strany (staročeské). V zemských volbách v Čechách v roce 1861 byl zvolen v kurii venkovských obcí (volební obvod Písek – Vodňany) do Českého zemského sněmu jako oficiální kandidát českého volebního výboru (Národní strana). Do sněmu se vrátil v doplňovacích volbách v září 1869, nyní za kurii městskou, obvod Strakonice – Sušice – Vodňany. Mandát za tento obvod obhájil ve volbách roku 1870 a ve volbách roku 1872. Čeští poslanci tehdy praktikovali politiku pasivní rezistence, kdy bojkotovali práci sněmu, nechávali se zbavit mandátu pro absenci a opětovně byli voleni. Svátek takto po ztrátě poslaneckého křesla byl za stejný obvod zvolen v doplňovacích volbách v říjnu 1873, v doplňovacích volbách v červenci 1874, doplňovacích volbách na jaře 1875 a v únoru 1876. Znovu zde za staročeskou stranu uspěl i v řádných volbách roku 1878 a volbách roku 1883.
V téže době také zasedal v Říšské radě (celostátní zákonodárný sbor), kam byl zvolen v prvních přímých volbách roku 1873 za kurii venkovských obcí, obvod Písek, Strakonice, Blatná atd. Z politických důvodů se nedostavil do parlamentu, čímž byl jeho mandát i přes opakované zvolení prohlášen za zaniklý. Fakticky se tedy na práci Říšské rady nepodílel.
Trvale rovněž zasedal v obecním zastupitelstvu a místní školní radě Karlína a v tomto městě zastával i funkci náměstka starosty. Byl mu udělen titul čestného občana Karlína, k roku 1870 působil jako tajemník obecního úřadu v Karlíně. Zemřel v roce 1910 v Dolních Černošicích, během pobytu na letním bytě.
Jeho první manželka Růžena, rozená Braunbecková, původem z Vodňan, zemřela v Karlíně v roce 1870. Jejich dcera Růžena Rautenkranzová byla múzou malíře Jano Köhlera a matkou režisérky Olgy Rautenkranzové. Po smrti své ženy se Svátek podruhé oženil roku 1883, kdy si v Karlíně vzal svobodnou Johanu Hofmeistrovou z Hofeneků, rovněž původem z Vodňan.